# Instituto Kaiser Wilhelm de Investigación de Cultivo

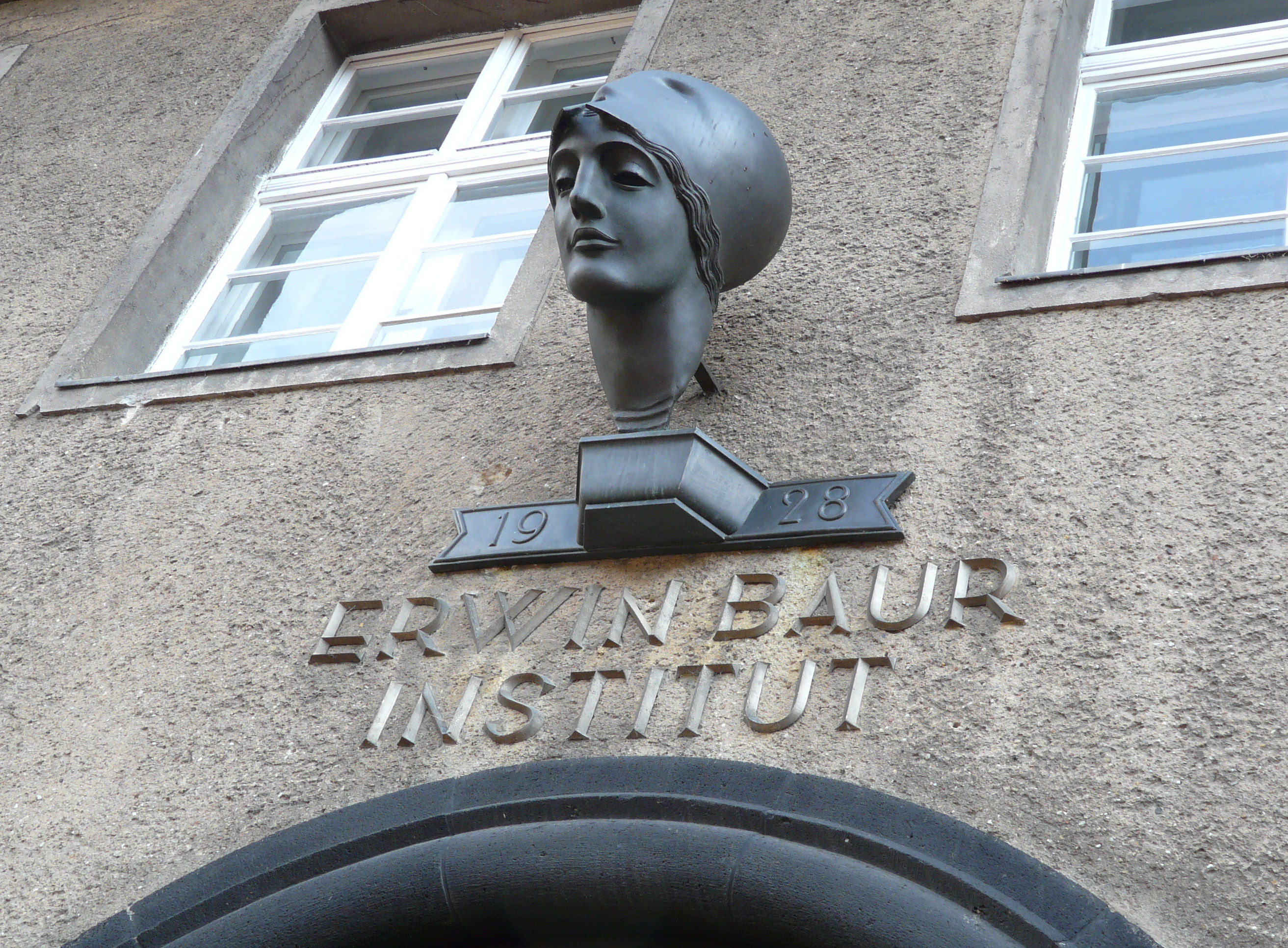
Nombre del instituto sobre la entrada del antiguo edificio principal del Instituto Kaiser Wilhelm para la Investigación en Cultivo

El Kaiser-Wilhelm-Institut für Züchtungsforschung (Instituto Kaiser Wilhelm para la Investigación de Cultivo) fue fundado en 1928por la Kaiser-Wilhelm-Gesellschaft zur Förderung der Wissenschaften en Müncheberg. La principal tarea del instituto fue la investigación práctica y orientada a la aplicación en el campo de las plantas cultivadas; Uno de los temas principales fue el campo de la investigación sobre el cultivo de frutas y el cultivo de variedades. Después de la Segunda Guerra Mundial, parte del instituto se trasladó a la zona de ocupación occidental, donde finalmente se continuó como el "Instituto Max Planck para la Investigación del Cultivo Vegetal", hoy "Max-Planck-Institut für Pflanzenzüchtungsforschung". En la RDA, el Instituto Central de Investigación para el cultivo Vegetal surgió del instituto.

## Historia del instituto

### Establecimiento
El ímpetu para fundar un Instituto Kaiser Wilhelm para la investigación de la cría provino del genetista Erwin Baur.
La idea fue apoyada por la Asociación Reich para el Cultivo de Frutas, que vio un instituto de cultivo especializado como una oportunidad para fortalecer la agricultura alemana.
En 1927 se tomó la decisión de fundar el instituto, el establecimiento oficial tuvo lugar el 29 de septiembre de 1928. El "Institut für Züchtungsforschung" fue el primer instituto fundado por la propia "Kaiser-Wilhelm-Gesellschaft" en el campo de la investigación agrícola. El "Instituto Entomológico Alemán de Senckenberg" en Berlín-Dahlem, que investigó plagas en la agricultura y la silvicultura, fue fundado en 1886 como el Museo Entomológico Nacional. En el Instituto de Investigación en Cultivo, el objetivo era sobre todo trabajar en cuestiones de investigación de interés práctico y orientadas a la explotación, que consumían demasiado tiempo y eran demasiado extensas para el fitocultivo comercial privado. Los objetivos importantes fueron aumentar el rendimiento de los cultivos y el desarrollo de nuevas variedades resistentes a enfermedades y condiciones climáticas desfavorables.

### Elección de ubicación
Durante los siglos anteriores, inviernos particularmente severos habían causado grandes daños al cultivo de frutas a través de fuertes heladas a intervalos regulares. En algunos inviernos particularmente severos, murieron varios millones de árboles frutales. El daño económico se refería no solo a la pérdida de árboles, sino también a la pérdida de cosechas de varios años en los años siguientes, hasta que los árboles recién plantados mostraron los primeros rendimientos mayores. Por lo tanto, uno de los principales objetivos del cultivo de frutas a principios del siglo XX fue la selección de variedades especialmente resistentes a las heladas. Mientras que las razas terrestres robustas a menudo mostraban una buena resistencia a los efectos de las heladas, pero sus frutos eran cualitativamente inadecuados como fruta de mesa, las variedades de frutas de mesa más nobles, en su mayoría importadas de Francia o Inglaterra, mostraban una alta sensibilidad a las heladas. Se deben llevar a cabo programas de cultivo específicos en el nuevo instituto con el fin de abastecer a los productores locales de frutas con variedades de frutas resistentes y de alta calidad.
Dado que los inviernos extremadamente dañinos solo ocurren cada 20 a 50 años, se buscó un sitio de Weiser que esté lo más al este posible y, por lo tanto, expuesto al Clima continental euroasiático para el instituto de reproducción recién fundado, por lo que las plantas se seleccionen con la mayor frecuencia posible para exponer el fruto a condiciones climáticas desfavorables, especialmente en invierno con fuertes heladas y en verano períodos secos más prolongados, y así poder realizar una selección en condiciones naturales en unos pocos años. Otro criterio fue la presencia de diferentes tipos de suelo en el menor espacio posible para poder examinar la influencia de la calidad del suelo en las variedades recién cultivadas. La elección de la ubicación finalmente recayó en Müncheberg, ya que las condiciones climáticas y del suelo eran favorables aquí y también había una buena conexión de infraestructura con la capital imperial Berlín. En Müncheberg, Erwin Baur, el primer director del instituto, también había estado dirigiendo el Brigittenhof desde 1920, en las cercanías del cual se construyó un edificio del instituto separado para el nuevo Instituto Kaiser Wilhelm de Investigación en cultivo.

### El instituto en la época del nacionalsocialismo y la Segunda Guerra Mundial
En la época del nacionalsocialismo, la investigación sobre fitocultivo recibió un estatus especial, ya que se esperaba que hiciera una contribución importante para aumentar el rendimiento de la agricultura alemana y, por lo tanto, para lograr la autosuficiencia alimentaria deseada. Ya en 1933 se estableció una sucursal en "Klein Blumenau" (distrito de Fischhausen) en Prusia Oriental; En 1938 siguió otra sucursal en el Rosenhof cerca de Heidelberg y en 1939 una sucursal en "Klagenfurt".
Erwin Baur murió en 1933, la dirección del instituto se transfirió inicialmente de forma interina a Bernhard Husfeld que cumplía con NSDAP, quien fue reemplazado en la primavera de 1936 por Wilhelm Rudorf como el nuevo director del instituto.
En 1938 el instituto fue nombrado Instituto Erwin Baur en honor a su fundador. En 1942, el anterior departamento de cultivo de la vid en el Instituto Kaiser Wilhelm de Investigación en cultivo se convirtió en su propio instituto de cultivo de la vid, que inicialmente permaneció en Müncheberg. Más tarde se trasladó al Rosenhof en Heidelberg. Durante la Segunda Guerra Mundial, la investigación en el instituto se redujo considerablemente, pero no se detuvo por completo.

### El instituto después de la Segunda Guerra Mundial
En abril de 1945, poco antes del final de la guerra, Wilhelm Rudorf logró llevar gran parte del inventario y el material de cría al norte de Alemania. Aquí dirigió inicialmente el instituto de forma improvisada con el antiguo nombre de "Erwin-Baur-Institut" en Gut Heitlingen, cerca de Hannover. Ya a finales de 1945, el instituto de Rudorf se trasladó a dos nuevas ubicaciones, una parte se trasladó a Voldagsen cerca de Hameln, otra a Neustadt am Rübenberge. En 1951, el instituto se integró en la Sociedad Max Planck y desde entonces ha continuado con el nombre de Instituto Max Planck para la Investigación en cultivo, con la adición de ``Erwin-Baur-Institut que se mantuvo hasta la década de 1990. En 1955, el instituto se trasladó a la finca arrendada de Vogelsang cerca de Kön, en cuyas instalaciones se construyeron nuevos edificios del instituto. La sucursal de Rosenhof cerca de Heidelberg inicialmente permaneció afiliada al instituto hasta que se fundó el Instituto Max Planck de Genética Vegetal independiente en 1960. En 2009, el Instituto de Colonia finalmente pasó a llamarse "Instituto Max Planck para la Investigación del cultivo Vegetal".
El instituto también continuó en la ubicación original de Müncheberg con el nombre de Erwin-Baur-Institut. A partir de 1946, la investigación sobre el cultivo de frutas en Müncheberg se reorientó, inicialmente bajo la "Administración militar soviética en Alemania", luego en la RDA. En la RDA, el Instituto Kaiser Wilhelm para la Investigación en cultivo se convirtió en el 《 Zentralforschungsanstalt für Pflanzenzucht 》 -(Instituto Central de Investigación para el cultivo de Plantas).
En la década de 1970, la investigación sobre cultivo genético en la RDA se centralizó en Dresden Pillnitz, por lo que el departamento de Müncheberg Cultivo de frutas estaba afiliado al Instituto de Fruticultura de la "Academia de Ciencias Agrícolas de la RDA" en Dresden Pillnitz, que así pasó a llamarse ``Instituto de Investigación Frutícola. En Müncheberg, la investigación de cultivo de la manzana y la cereza se continuó hasta 1989, para lo cual se llevaron a cabo desde varios cientos hasta mil cruces cada año. Además, aquí se llevaron a cabo las pruebas de rendimiento para los distintos tipos de frutos así como para las raíces de la madera.
Con el establecimiento del 《 Bundesanstalt für Züchtungsforschung an Kulturpflanzen (BAZ)》-(Instituto Federal para la Investigación del cultivo de Plantas Cultivadas)  en Dresden-Pillnitz en 1999, finalmente se abandonó la investigación de cultivo en Müncheberg y la estación fue asignada al estado de Brandeburgo. En 2013, se interrumpió el trabajo sobre temas de investigación hortícola dentro del Departamento de Agricultura. El Ministerio de Infraestructura y Agricultura de Brandeburgo entregó la estación de investigación frutícola de Müncheberg al 《 Leibniz-Zentrum für Agrarlandschaftsforschung (ZALF)》(Centro Leibniz para la Investigación del Paisaje Agrícola), que lo patrocina desde entonces.

## Enfoque del trabajo
El instituto trabajó principalmente en el campo de la investigación frutícola, siendo la fruticultura un foco de investigación importante en particular. Esto fue iniciado inicialmente por B. R. Nebel en Müncheberg. A partir de 1929, Carl Friedrich Rudloff asumió esta área de responsabilidad. Después de que Rudloff fuera llamado a Geisenheim en 1934, su colega Martin Schmidt continuó el trabajo. Después de la muerte de Schmidt en 1955, Heinz Murawski continuó el cultivo de frutas.
Se prestó una atención clara al cultivo de variedades y resistencia para los tipos de frutos de manzana y ciruela, así como al cultivo de portainjertos para cerezas. Para ello, en la década de 1930 se crearon en el instituto grandes colecciones de manzanas, peras, melocotones, cerezas, albaricoques, ciruelas y enredaderas. También se trabajó en nuevas razas de frutos rojos y vid. Ya en 1930, se fundó en el instituto un departamento separado para el cultivo de frutos rojos, dirigido por F. Gruber. Después de la Segunda Guerra Mundial, se fusionó con el departamento de cría de frutas de pepita y hueso. A principios de la década de 1960, sin embargo, se abandonó el trabajo con bayas.
Al criar variedades de manzana, se llevaron a cabo pruebas de cruzamiento en los primeros años entre variedades de frutas de mesa de alta calidad con variedades locales particularmente resistentes a las heladas, pero cualitativamente menos valiosas. Como los resultados no fueron satisfactorios, la empresa cambió a utilizar solo cruces combinados con variedades de alta calidad y alto rendimiento para el cultivo posterior. Además de la resistencia a las heladas y a las enfermedades, los objetivos de cultivo importantes también fueron aumentar la calidad de la fruta, el rendimiento y la idoneidad para el cultivo en plantas de tronco bajo.

### Tipos de frutas cultivadas en el instituto
A lo largo de su historia, en el Instituto Kaiser Wilhelm para la Investigación en cultivo y en los institutos sucesores de la RDA se obtuvieron numerosas variedades de frutos de pepita, hueso y frutos rojos.

#### Cultivos de manzana del instituto
- ‘Alkmene’ ('Cox Orangenrenette' x 'Geheimrat Dr. Oldenburg') (1930)

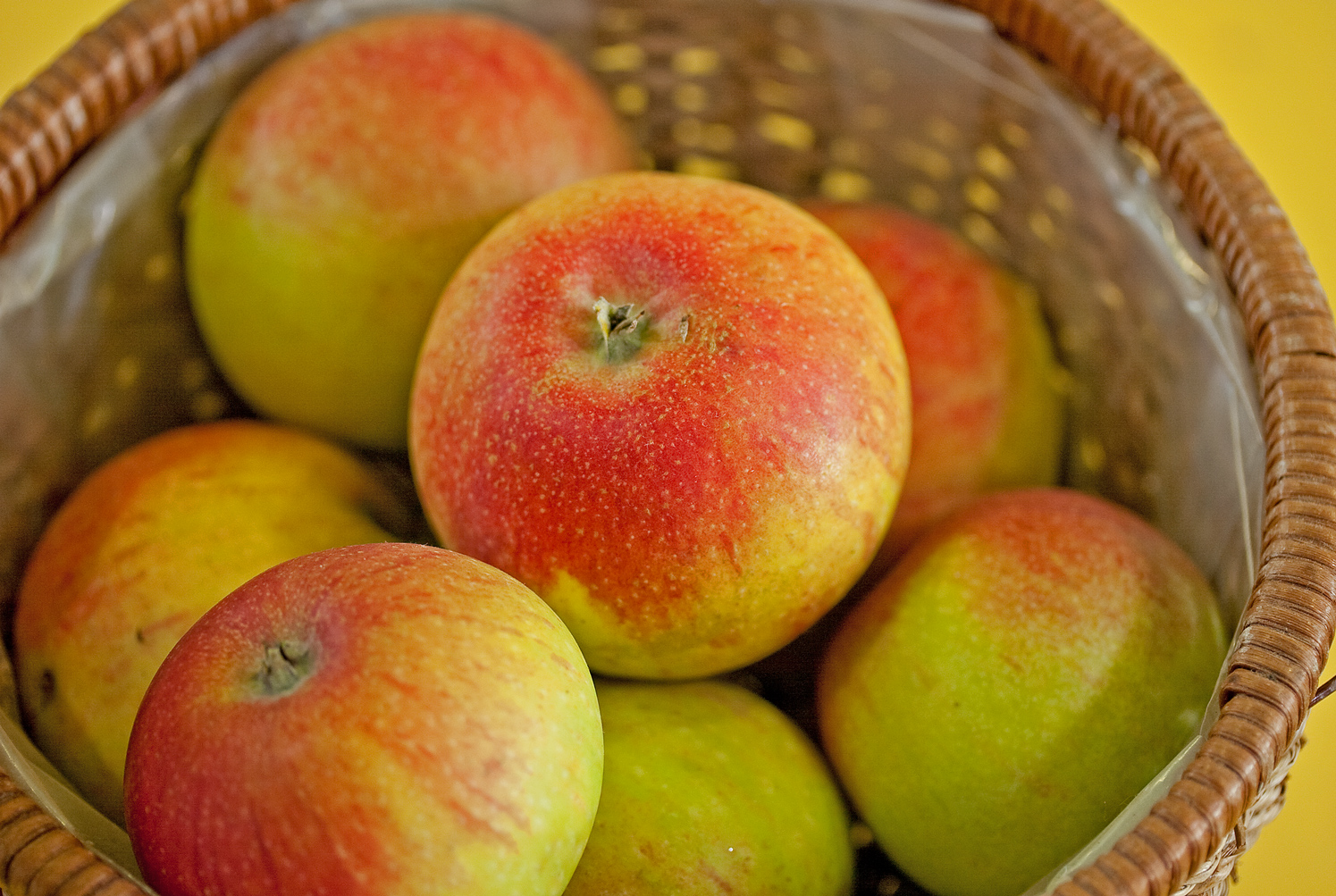
La variedad de manzana extendida 'Alkmene' es uno de los primeros cultivares del Instituto Müncheberg

- ‘Auralia’ (‘Cox Cox Orangenrenette’ × ‘Schöner aus Nordhausen’)
- ‘Carola’ (1962)
- ‘Elektra’ (‘Cox Orangenrenette’ × ‘Geheimrat Dr. Oldenburg’)
- 'Herma'
- ‘Erwin Baur’ ('Geheimrat Dr. Oldenburg' x ?)
- 'Olivia'
- 'Undine' (floreció libremente de ‘Jonathan’) (en 1930)

#### Variedades de ciruela
- 'Julipflaume' (hexaploide)
- 'Certina'
- 'Fertilia'
- 'Anatolia'

#### Fresas
- 'Müncheberger Frühe'
- 'Müncheberger Frühernte'
- 'Brandenburg'

### Directores
- Erwin Baur, Director del Instituto desde su fundación en 1928 hasta su muerte en 1933
- Bernhard Husfeld desde 1933 director del instituto provisional
- Wilhelm Rudorf, Director del instituto desde 1936, tras el fin de la guerra director del Instituto Erwin Baur, que fue reconstruido cerca de Hannover
- Walther Hertzsch – Jefe de la rama de Prusia Oriental del Instituto Kaiser Wilhelm de Investigación en cultivo, durante la Segunda Guerra Mundial consultor para escuelas técnicas agrícolas y de investigación en el Reichskommissariat Ostland[9]

### Jefe de departamento y asistente de investigación
- Carl Friedrich Rudloff[10]
- Hermann Kuckuck
- Heinz Brücher – empleado en el instituto después de su habilitación, desde el 1 de noviembre de 1943 director del recién establecido Instituto de Genética Vegetal del Estado de Prueba SS en Lannach cerca de Graz[9]
- Gustaf de Lattin
- Klaus von Rosenstiel
- Georg Müller
- Fanny du Bois-Reymond